# 阿爾坎塔拉河

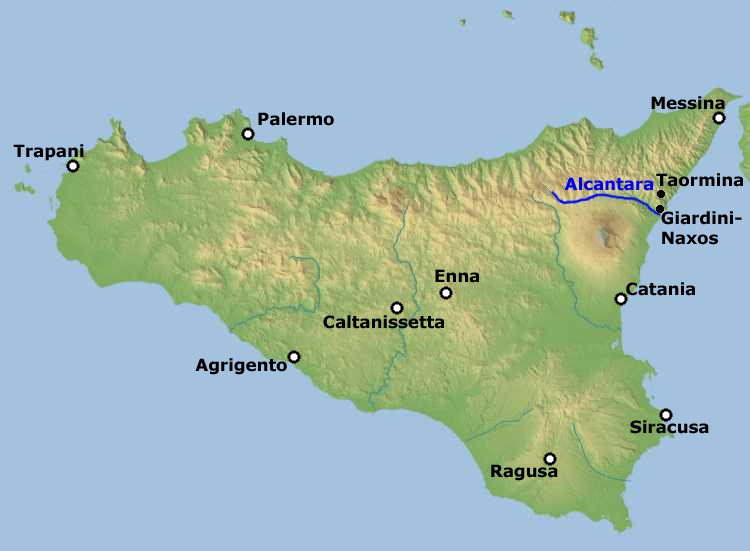

阿爾坎塔拉河是意大利的河流，位於西西里島，河道全長52公里，流域面積573平方公里，平均流量每秒2.41立方米，最終在賈爾迪尼-納克索斯注入愛奧尼亞海。

## 外部連結
- （意大利文） Alcantara river park （页面存档备份，存于）
- English A Short Guided Video Tour Of Alcantara Gorge

37°49′N 15°16′E / 37.817°N 15.267°E